# Paris Jean-Bouin
Il Paris Jean-Bouin, precedentemente nota come Club Athlétique de la Société Générale o più semplicemente CASG Paris, è una società polisportiva francese con sede a Parigi, fondata il 1º novembre 1903.

## Storia
Originariamente era il gruppo sportivo della banca Société Générale, da cui il nome Club athlétique de la Société générale. A causa del nome troppo corporativistico, e dei regolamenti sportivi francesi, il club lo cambia nel 1919 in Club athlétique des sports généraux.
Nel 2002, la Société Générale lascia la guida della società al Gruppo Lagardère, che cambia il nome della polisportiva in Paris Jean-Bouin, in riferimento allo stadio principale del club: il stade Jean-Bouin, situato presso il XVI arrondissement di Parigi.
Il Paris Jean-Bouin intrattiene, per quanto riguarda il Rugby a 15, stretti rapponti sportivi con la polisportiva Stade français, poiché il Stade français Paris rugby è derivato dalla fusione dei due settori rugbistici.

## Sport praticati
- Atletica leggera
- Pallacanestro
- Bridge
- Hockey su prato (vedi Paris Jean-Bouin (hockey su prato))
- Rugby a 15 (vedi Stade français Paris rugby)
- Tennis

## Sezioni sportive non più attive
- Calcio (vedi Club athlétique des sports généraux (calcio))
- Ciclismo
- Lotta
- Nuoto
- Palla basca